# Kelppiänkari
Kelppiänkari är en ö i Finland. Den ligger i sjön Pälkänevesi och i kommunen Pälkäne i den ekonomiska regionen Tammerfors och landskapet Birkaland, i den södra delen av landet, 140 km norr om huvudstaden Helsingfors. Öns största längd är 20 meter i sydöst-nordvästlig riktning.